# Skuggvårtlav
Skuggvårtlav (Pseudosagedia chlorotica) är en lavart som först beskrevs av Erik Acharius och fick sitt nu gällande namn av Joseph Hafellner och Klaus Kalb. 
Skuggvårtlav ingår i släktet Pseudosagedia och familjen Porinaceae. Arten är reproducerande i Sverige.